# Peneothello
Peneothello – rodzaj ptaków z podrodziny gwizdaczy (Eopsaltriinae) w obrębie rodziny skalinkowatych (Petroicidae). 

## Zasięg występowania
Rodzaj obejmuje gatunki występujące w Australii, na Nowej Gwinei i sąsiednich wyspach Yapen i Aru.

## Morfologia
Długość ciała 13–15 cm; masa ciała 18–30 g.

## Systematyka
Rodzaj zdefiniował w 1920 roku australijski ornitolog Gregory Macalister Mathews w publikacji swojego autorstwa o tytule The Birds of Australia. Jako gatunek typowy Mathews wyznaczył smolarkę białoskrzydłą (P. sigillata).

### Etymologia
- Peneothello: łac. pene „prawie”; postać z szekspirowskiej sztuki Otello, który był mauretańskim (tj. czarnym) gubernatorem Cypru[7].
- Papualestes: Papua lub Nowa Gwinea; gr. λη̣στης lēistēs „złodziej” (tj. zięba), od λῃστευω lēisteuō „kraść”[8]. Typ nomenklatoryczny: Myiolestes cyanus Salvadori, 1874.
- Peneoenanthe: łac. pene „prawie”; rodzaj Oenanthe Vieillot, 1816 (białorzytka)[9]. Typ nomenklatoryczny: Eopsaltria leucura[a] Gould, 1869.
- Labeothello: łac. labes, labis „skaza, plama”; rodzaj Peneothello Mathews, 1920 (smolarka)[10]. Typ nomenklatoryczny: Poecilodryas sylvia E.P. Ramsay, 1883 (= Myiolestes bimaculatus Salvadori, 1874).

### Podział systematyczny
Do rodzaju należą następujące gatunki:
- Peneothello sigillata (De Vis, 1890) – smolarka białoskrzydła
- Peneothello cryptoleuca (E. Hartert, 1930) – smolarka okopcona
- Peneothello cyanus (Salvadori, 1874) – smolarka jednobarwna
- Peneothello bimaculata (Salvadori, 1874) – smolarka białorzytna
- Peneothello pulverulenta (Bonaparte, 1850) – smolarka namorzynowa